# Chowdena Halli, Somvarpet
Chowdena Halli là một làng thuộc tehsil Somvarpet, huyện Kodagu, bang Karnataka, Ấn Độ.